# Cmentarz Garnizonowy w Gdańsku
Cmentarz Garnizonowy w Gdańsku – cmentarz komunalny położony w Gdańsku przy ulicy gen. Henryka Dąbrowskiego 2. Obiekt wpisany przez Wojewódzkiego Konserwatora Zabytków do rejestru zabytków nieruchomych województwa gdańskiego. Jego powierzchnia wynosi 2,19 ha.

## Historia
Zaczątkiem obecnego cmentarza był Cmentarz Wojskowy, po raz pierwszy zaznaczony na mapie miasta w 1822. Od 1846 podlegał on kościołowi garnizonowemu św. Elżbiety. W drugiej połowie XIX w. w tym samym rejonie powstał cmentarz przy ewangelickim kościele Bożego Ciała, a na początku XX wieku – cmentarz Gminy Bezwyznaniowej. Około 1905 dwa pierwsze z wymienionych cmentarzy połączono. Po raz ostatni cmentarz został powiększony w 1915. Po I wojnie światowej powstała na nim kwatera prawosławna. Służył za miejsce pochówku żołnierzy pruskich poległych w wojnie z Francją w latach 1870–1871 i I wojnie światowej, austriackich jeńców wojennych osadzonych w Gdańsku podczas wojny z Prusami w 1866, rosyjskich w czasie I wojny światowej oraz polskich, brytyjskich, czechosłowackich, francuskich i włoskich w trakcie II wojny światowej. Po wojnie zmarli Brytyjczycy zostali ekshumowani na cmentarz w Malborku, Włosi – w Warszawie, Francuzi - na Cmentarz Żołnierzy Francuskich w Gdańsku. Na cmentarzu spoczęło 15 marynarzy, którzy 26 sierpnia 1914 zatonęli w Zatoce Fińskiej na pokładzie krążownika SMS „Magdeburg”.

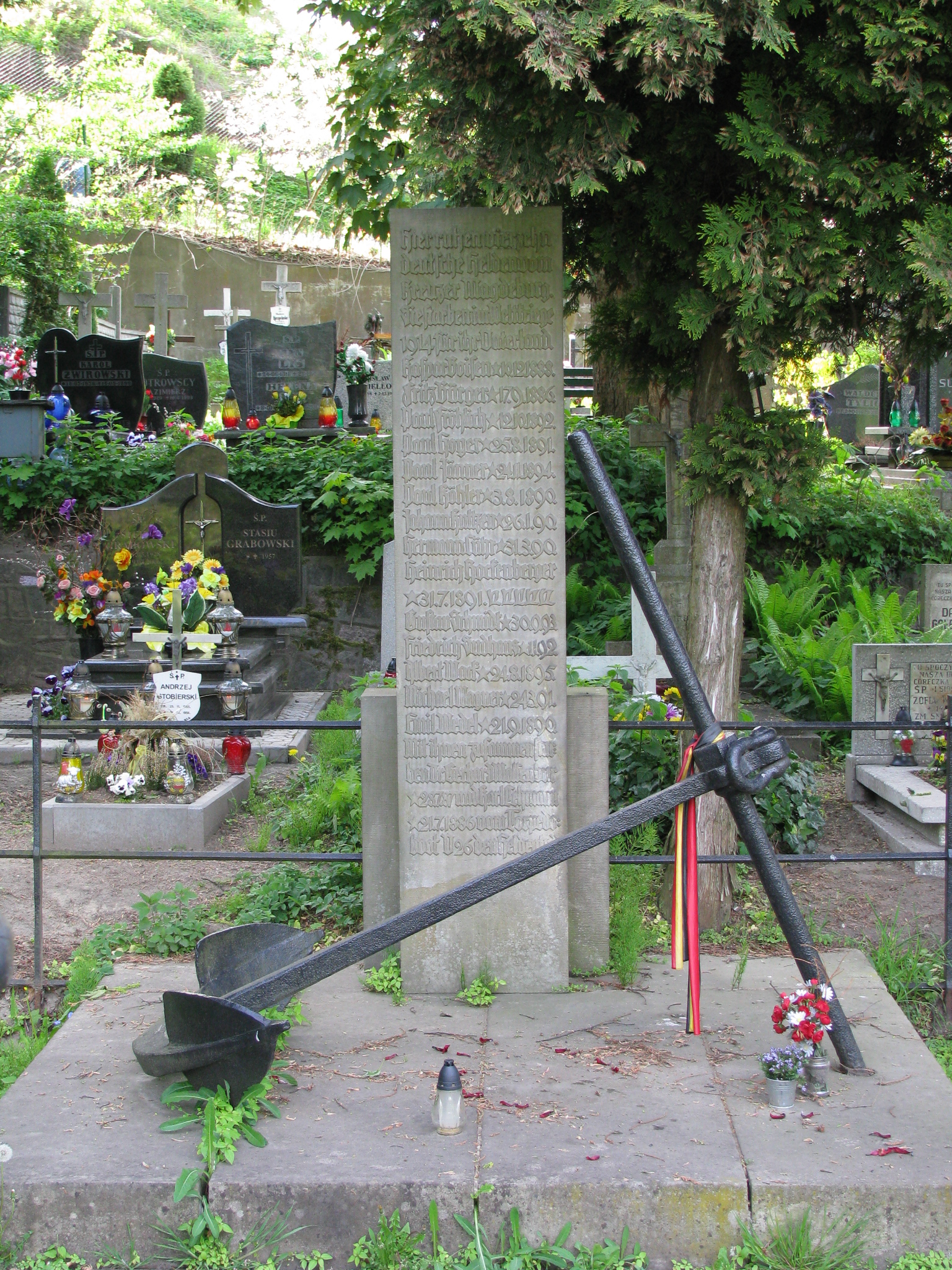
Zbiorowa mogiła z 1925 marynarzy z „Magdeburga”

Po przyłączeniu miasta do Polski nekropolia funkcjonowała jako Cmentarz Komunalny nr 10 od 1946 do zamknięcia w 1961 (ostatnie pochówki w tym okresie miały miejsce w 1959). W tym okresie na cmentarzu spoczęło około 6 tysięcy osób, w tym marynarze traceni z wyroków Sądu Marynarki Wojennej w Gdyni i Sądu Rejonowego w Gdańsku, np. Adam Dedio. Przyłączono do niego około jednej piątej powierzchni cmentarza Gminy Bezwyznaniowej, reszta posłużyła za teren Cmentarza Żołnierzy Radzieckich. Plany zamienienia cmentarza na park nie zostały zrealizowane. Cmentarz został ponownie otwarty w 1995 po przeprowadzeniu prac renowacyjnych, m.in. w kaplicy. Od tego czasu większość nowych grobów powstała na miejscu opuszczonych lub ekshumowanych. Od 23 września 1995 do 28 stycznia 2009 na cmentarzu pochowano 4086 zmarłych. Obecnie możliwe są jedynie pogrzeby urnowe w części przyległej do ulicy Kolonia Jordana oraz zawierającym 510 nisz kolumbarium. W 1995 na cmentarzu wydzielono kwatery: wojskową (dla zawodowych żołnierzy Garnizonu Gdańsk) i kombatancką. W późniejszym okresie powstała również odrębna kwatera muzułmańska (pierwszym pochowanym na cmentarzu muzułmaninem był w 1953 wileński imam Ibrahim Smajkiewicz).

## Kwatery wojenne i pomniki
W wydzielonej w 1995 kwaterze kombatanckiej, administrowanej przez Porozumienie Niepodległościowych Związków Kombatanckich z siedzibą w Gdańsku, znajduje się pomnik - częściowo oszlifowany głaz granitowy z wykutymi krzyżem i orłem Wojska Polskiego, tablicą „Bóg – Honor – Ojczyzna” oraz tablicą z cytatem z wiersza Edwarda Słońskiego: „Cześć wam zdziesiątkowanym w ciężkich bojach, więzieniach, Wam braciom nie uznanym, żywą Polskę niosącym w sumieniach”. W 1998 został on uzupełniony o dwa dodatkowe głazy: ku czci dawnych obrońców Polski i Gdańska oraz obrońców Ojczyzny, którzy polegli lub zostali zamordowani, ale ich miejsca pochówku nie są znane lub nie istnieją. 28 sierpnia 2016 w tej kwaterze miał miejsce państwowy pogrzeb Danuty Siedzikówny i Feliksa Selmanowicza, których anonimowy grób został odnaleziony w ramach prac zespołu ds. poszukiwań nieznanych miejsc pochówku ofiar terroru komunistycznego Instytut Pamięci Narodowej na cmentarzu we wrześniu 2014.

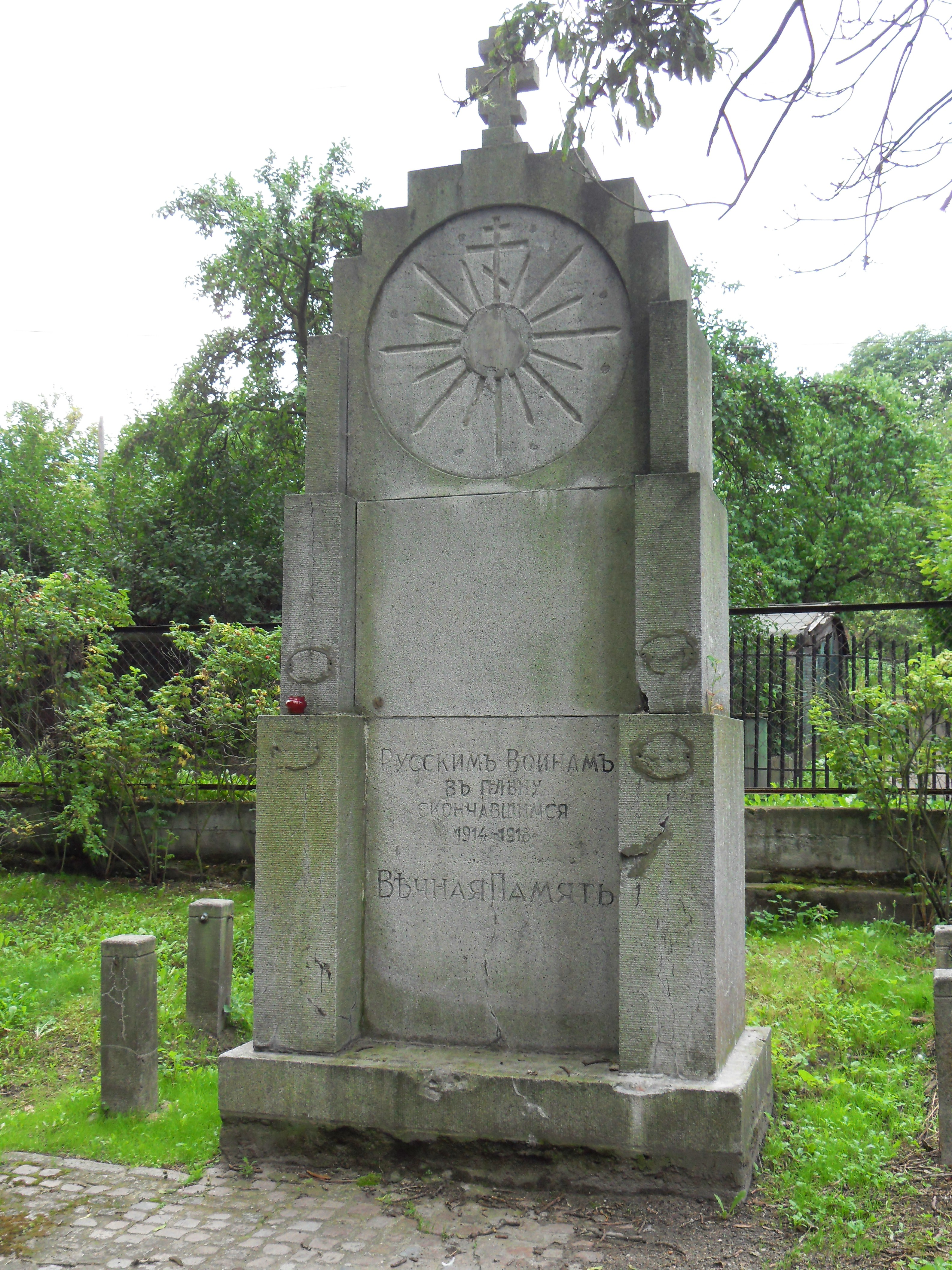
Pomnik odsłonięty 29 września 1929, upamiętniający Rosjan zmarłych w obozie na Przeróbce

Kwatera wojenna żołnierzy niemieckich poległych w II wojnie światowej została otwarta 21 sierpnia 2000. Spoczywają w niej szczątki 366 żołnierzy niemieckich ekshumowanych z cmentarzy polowych w Chwaszczynie, Czarnej Wodzie, Gdyni-Chyloni, Gdyni-Wiczlinie, Sopocie, Gdańsku-Sobieszewie, Gdańsku-Wisłoujściu, Kmiecinie, Płocicznie i Rębielczu. Na terenie kwatery znajduje się granitowy pomnik z napisem w językach niemieckim i polskim - „TU SPOCZYWAJĄ ŻOŁNIERZE NIEMIECCY WOJNY 1939–1945 – DLA ICH UPAMIĘTNIENIA ORAZ OFIAR WSZYSTKICH WOJEN”, odsłonięty 16 lipca 1922 r. Pomnik Policjantów Gdańskich oraz głaz ku czci osób pochodzenia niemieckiego pochowanych na zlikwidowanych cmentarzach gdańskich.
W górnej części cmentarza znajduje się kwatera żołnierzy niemieckich poległych w okresie I wojny światowej. Na terenie cmentarza znajdują się również pomniki żołnierzy austriackich z wojny prusko-austriackiej (stożek z czterech luf armatnich na kamiennej podstawie), żołnierzy pruskich i francuskich (biały marmurowy krzyż z trójlistnie zakończonymi ramionami) z wojny prusko-francuskiej, rosyjskich poległych i zmarłych w niewoli podczas I wojny światowej (wolnostojąca stela) oraz poległych marynarzy z krążownika „Magdeburg”. Oddanie im hołdu w rocznicę katastrofy było pretekstem wpłynięcia do portu gdańskiego pancernika SMS Schleswig-Holstein, użytego do ataku na polską Wojskową Składnicę Tranzytową na Westerplatte 1 września 1939.

## Zabytki

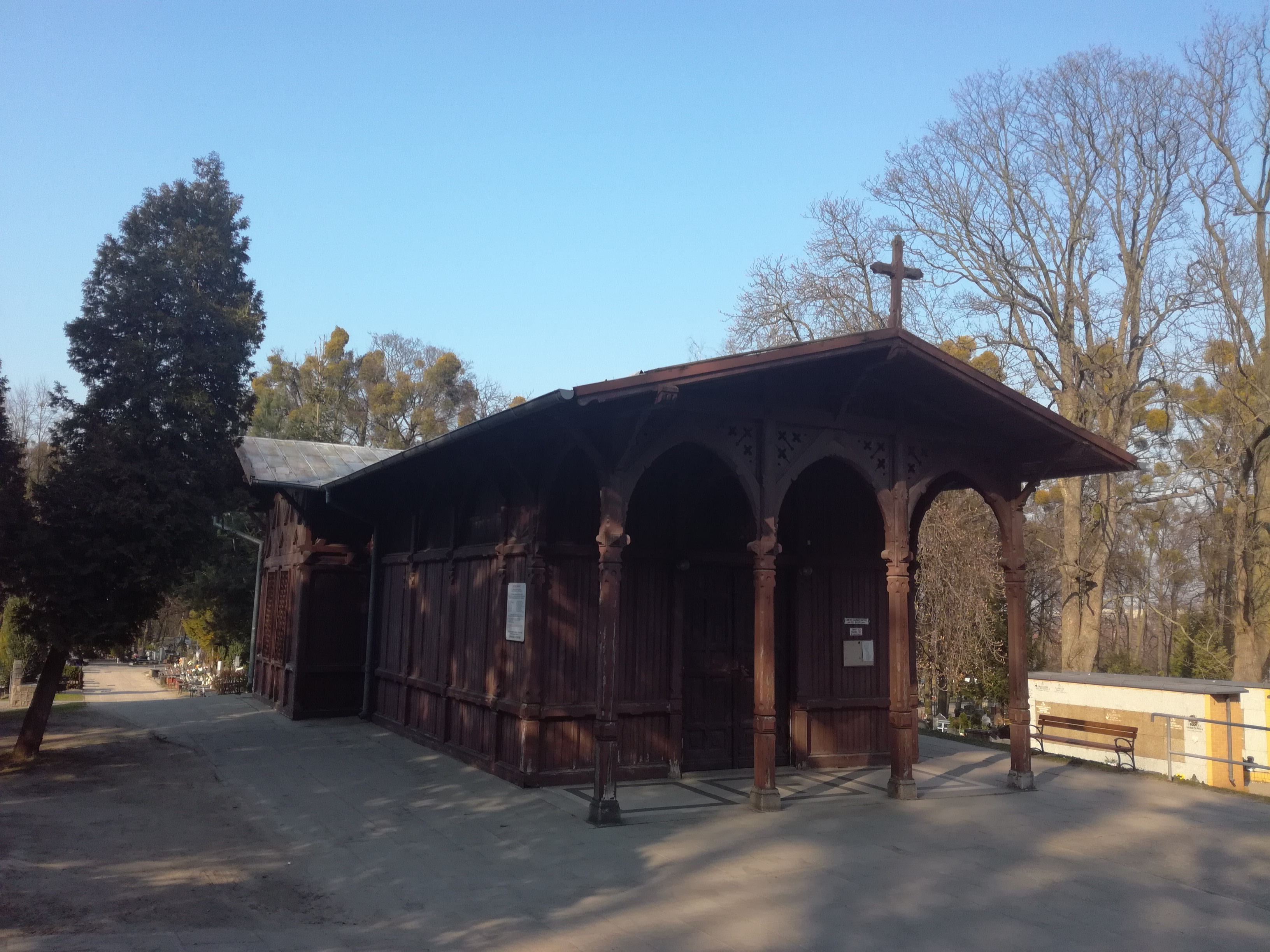
kaplica przedpogrzebowa na Cmentarzu Garnizonowym w Gdańsku

- neogotycka drewniana kaplica przedpogrzebowa z 1896, poddana renowacji w latach 1990–1992
- neogotycki dom grabarza
- drzewostan: aleje lipowe, wiązowe i jesionowe, pojedyncze wiązy i jesiony.

## Pochowani

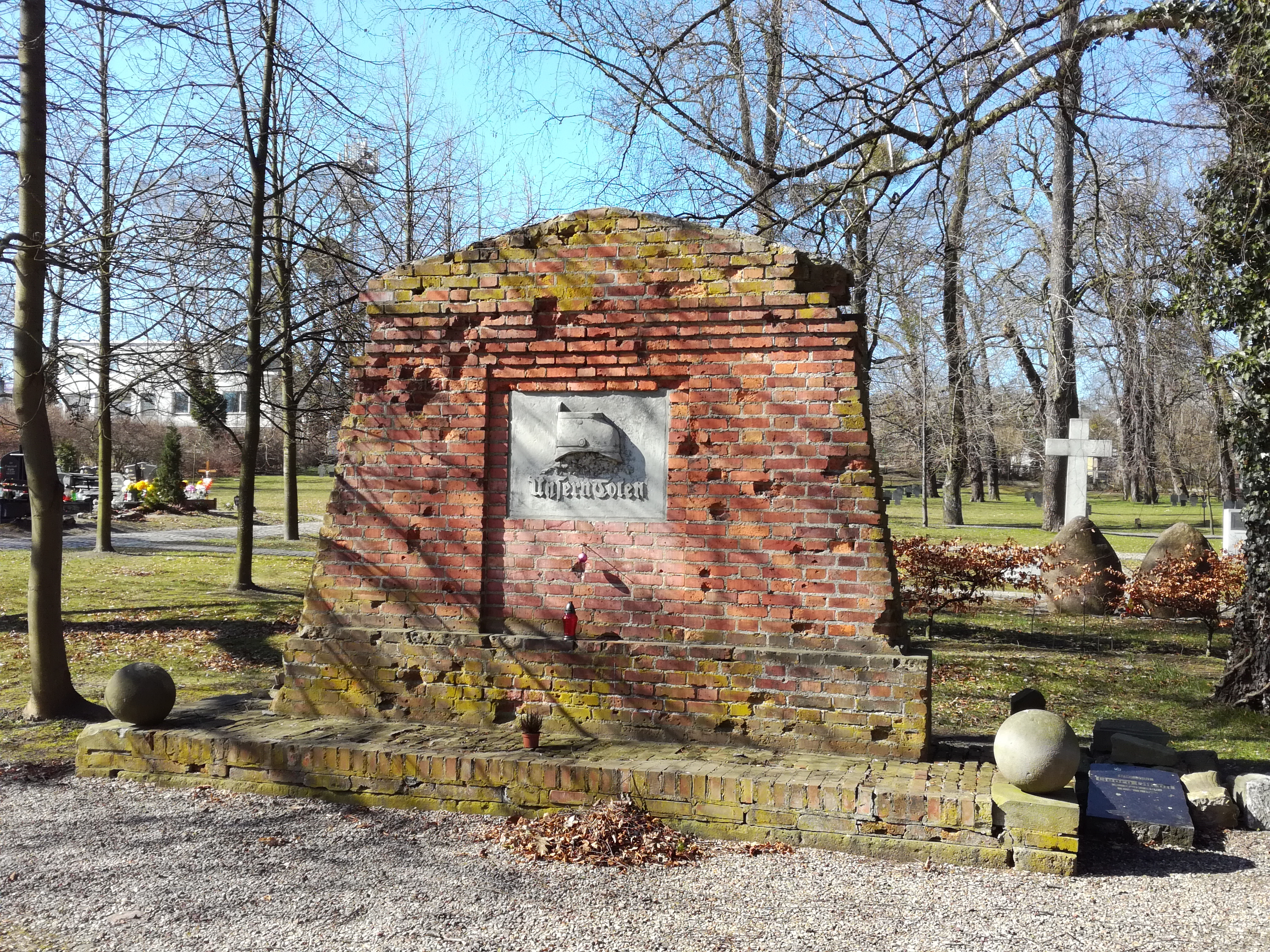
Pomnik gdańskich policjantów

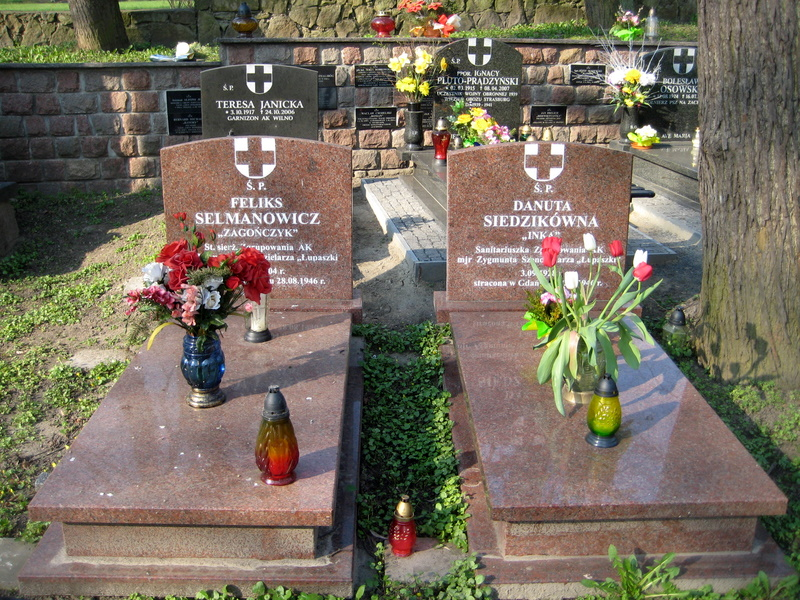
Symboliczny grób Danuty Siedzikówny i Feliksa Selmanowicza

Na terenie cmentarza pochowani zostali m.in.:
- Zofia Adamczewska-Goncerzewicz (zm. 2014) – profesor neurochemii
- Brunon Bendig (1938–2006) – medalista olimpijski w boksie
- Andrzej Chodubski (1952–2017) – profesor politologii
- Adam Dedio (1918–1947) – oficer wywiadu Okręgu Morskiego Narodowego Zjednoczenia Wojskowego, ofiara represji stalinowskich
- Kinga Choszcz (1973–2006) – podróżniczka
- Tadeusz Dmochowski (1962–2022) – politolog, dziekan Wydziału Nauk Społecznych Uniwersytetu Gdańskiego (2016–2022)
- Łukasz Dorosz (1897–1954) – elektryk, rektor Państwowej Wyższej Szkoły Pedagogicznej w Gdańsku w 1948
- Łukasz Dziekuć-Malej (1888–1955) – białoruski działacz narodowy, duchowny baptystyczny, tłumacz Biblii
- Izydor Gencza ps. „Junak” (1919–2017) – komendant organizacji konspiracyjnej „Jaszczurka”
- Jan Kielas (1916–1997) – biegacz długodystansowiec, olimpijczyk
- Zbigniew Klewiado (1949–2017) – twórca pierwszej prywatnej stacji telewizyjnej w Polsce Sky Orunia
- Jacek Lenartowicz (muzyk) (1961–2004) – perkusista rockowy (Deadlock, Tilt)
- Marian Mroczko (1938–2017) – profesor historii
- Stanisław Niewinowski (1892–1955) – poseł Narodowego Związku Robotniczego
- Roman Rogocz (1926–2013) – piłkarz Lechia Gdańsk
- Bogusław Rosa (1925–2008) – profesor geografii
- Ewa Tusk (1934–2009) – matka premiera Donalda Tuska[8][9]
- Józef Rumiński (1919–2000) – historyk, archiwista
- Edwin Rymarz (1936–2008) – kompozytor, organista, pedagog
- Feliks Selmanowicz ps. „Zagończyk” (1904–1946) – oficer 4 Wileńskiej Brygady AK, ofiara represji stalinowskich
- Danuta Siedzikówna ps. „Inka” (1928–1946) – sanitariuszka 5 Wileńskiej Brygady AK
- Andrzej Sulewski (1945–2010) – popularny wśród turystów i mieszkańców Głównego Miasta „gdański pirat”